# Gunung Lesten
Gunung Lesten är ett berg i Indonesien.   Det ligger i provinsen Aceh, i den västra delen av landet, 1 500 km nordväst om huvudstaden Jakarta. Toppen på Gunung Lesten är 824 meter över havet.
Terrängen runt Gunung Lesten är huvudsakligen kuperad, men söderut är den bergig. Runt Gunung Lesten är det glesbefolkat, med 13 invånare per kvadratkilometer. I omgivningarna runt Gunung Lesten växer i huvudsak städsegrön lövskog.